# ネクラソフカ
ネクラソフカ（ロシア語: Некрасовка）は、ロシアのサハリン州オハ管区に位置する村である。区長所在地のオハから西北西へ約23キロメートルの距離にあり、ポムリ湾の入り口に面している。村は森林によって2つの部分に分かれており、旧集落はポムリ湾の海岸沿いに、新集落は海から離れた場所にある。また、この地域の主な民族はニヴフ族で、村内では世界唯一のニヴフ語の新聞ニヴフ・ジフが発行されている。

## 村内の施設
村内には郵便局、ズベルバンク（ロシア貯蓄銀行）の支店や公立の寄宿学校、商店などがある。

## 地理
サハリン州の北部に位置し、東にポムリ湾がある。

## 人口
ネクラソフカ村の人口は減少傾向にあり、2002年の人口は1,156人、2010年には940人、2013年には895人、2021年には702人となっている。また、この村の主な産業は漁業で、特に海産物の加工が行われている。